# 全缘红山茶
全缘红山茶（学名：Camellia subintegra）是山茶科山茶属的植物，是中国的特有植物。分布在中国大陆的江西等地，生长于海拔650米的地区，一般生长在山地疏林，目前尚未由人工引种栽培。
小乔木，嫩枝无毛。叶革质，狭长圆形或披针形，长8-11厘米，宽2-3.5厘米，先端渐尖，基部楔形，上面发亮，下面无毛，侧脉6-7对，近全缘，或上部1/3有疏小齿，叶柄长约1.5厘米。花1-2朵顶生，红色，直径8-9厘米，无柄；苞及萼10-12片，革质，长1.2-2厘米，被丝毛；花瓣5-6片，长3.5-5.7厘米，基部连生；雄蕊多列，外轮花丝连生成短管，无毛，子房无毛，3-4室，花柱长2厘米，先端3裂。蒴果卵圆形，长3-6厘米，3-4爿裂开，果爿厚1-2厘米，每室有种子1-3个。花期2-4月。

## 异名
- Camellia lienshanensis H. T. Chang